# Мезенская прялка
Мезе́нская прялка относится к типу цельной прялки — донца. Лопасть имеет трапециевидную форму и срезана по нижним углам. Верхняя часть лопасти украшена главками на тонких шейках (по центру шейка высокая; по направлению к боковым сторонам величина шеек уменьшается). Отличительной чертой мезенских прялок является не только форма, но и роспись, покрывающая как саму лопасть, так и ножку прялки.
Мезенская (палащельская) роспись сложилась к началу XIX века в низовьях реки Мезе́нь. Своё название получила по названию местности: река Мезе́нь, ныне Лешуконский район Архангельской области. Спустя некоторое время мезенские прялки распространялись по реке Пинеге, вывозились на Печору, Двину и Онегу.
Говоря о росписи в контексте мезенских прялок, надо отметить следующее: вся поверхность прялки без предварительной грунтовки может быть окрашена золотисто-коричневым тоном. По этому фону или прямо по дереву черной (сажа) контурной линией нанесен причудливый орнамент с вкраплениями охристых элементов (позднее вместо охры использовался сурик). Роспись покрывалась олифой, что помогало как сохранить рисунок, так и придать золотистый оттенок всей композиции.

## Мотивы
Орнамент густо покрывает поверхности лопасти вплоть до главок и делится на регистры (самый большой регистр располагается в нижней половине лицевой стороны лопасти). Его элементы включают в себя «бёрда», волнистые линии, завитки, крестики, ромбы, солярные символы, точки и черточки (аккуратная диагональная штриховка). Манера исполнения рисунка напоминает трёхгранно-выемчатую резьбу или вышивку. Трактовать подобного рода декорировку можно также следующим образом: квадраты символизируют поля, пашню, являются символом плодородия. Кроме геометричного рисунка присутствуют и стилизованные схематичные изображения коней и оленей, бегущих в определенном направлении и создающими ощущение динамики. Общая композиция обладает ритмичностью. Имеются также регистры с изображениями птиц, нанесёнными одним мазком красной краски. Главный регистр отведен для жанровых сценок: охота, гуляния, плавания кораблей и всевозможные истории, в которых замешаны кони (конь, которого ведет под уздцы леший или человечек, скачущий на коне и т. д.). Рисунок выполнен схематично — у животных длинные туловища и изящно изогнутые «паучьи» ноги. Олени бегут, высоко держа голову, так что рога лежат на спине. Длинная шерсть и ветвистые рога выполнены тонкой штриховкой. Рядом с изображением часто встречаются подписи с именем автора, заказчика, датой изготовления или ценой прялки.